# Rolls-Royce Olympus

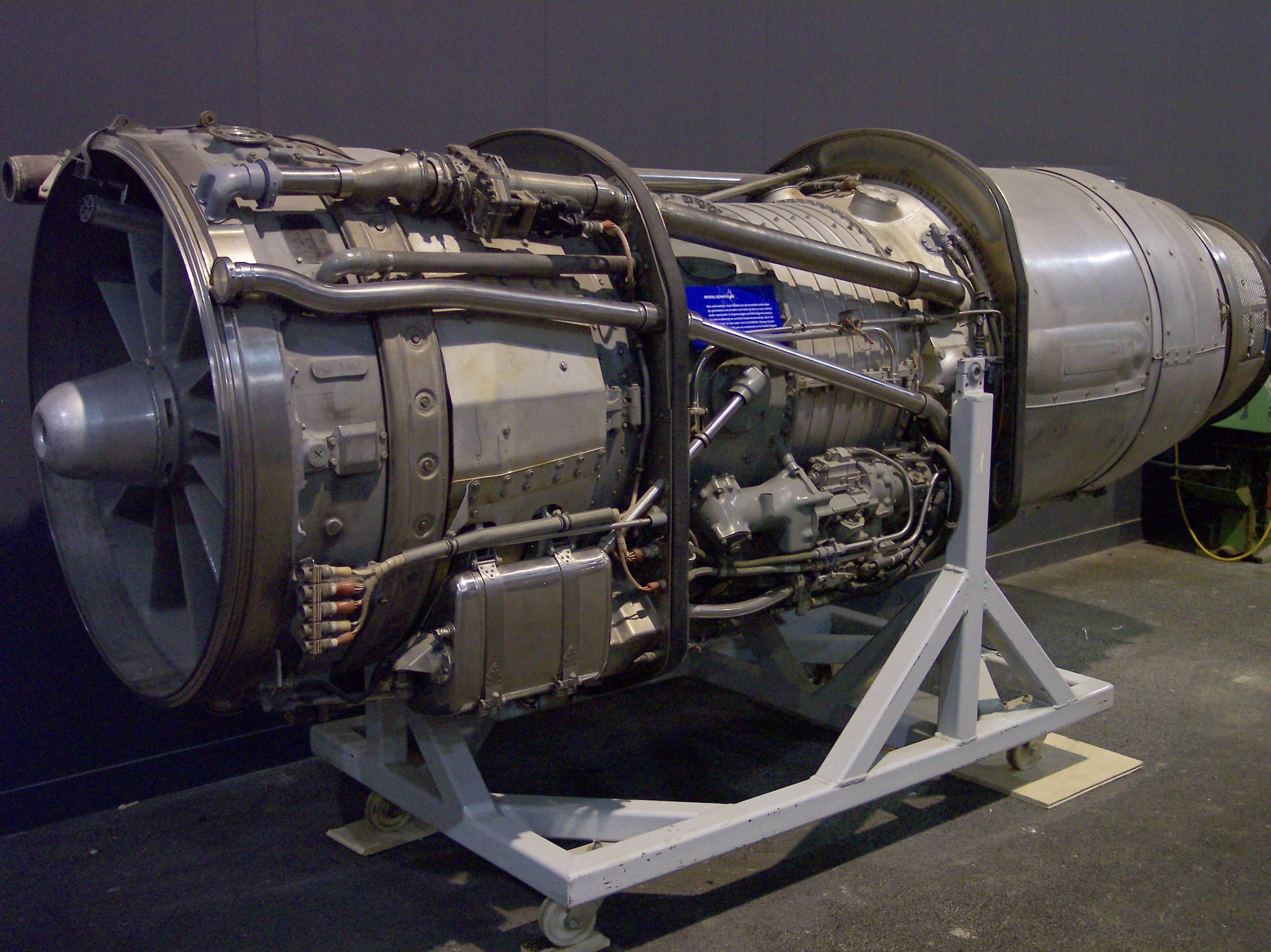
Rolls-Royce Olympus

Das Rolls-Royce Olympus (ursprünglich Bristol Olympus, dann Bristol-Siddeley Olympus; als Wright J67 wurde es in den USA in Lizenz gefertigt) ist ein Zweiwellen-Turbojet-Triebwerk, das bei der Bristol Aeroplane Company (ab 1966 Teil von Rolls-Royce) entwickelt wurde. Ursprünglich für die Avro Vulcan vorgesehen, kam es in seiner letzten Entwicklungsstufe (die einen Nachbrenner hat) auch in der Concorde zum Einsatz.
Das Bristol Olympus war das erste in Großbritannien bis zur Serienreife gebrachte Zweiwellentriebwerk, jedoch handelt es sich trotz der Zweiwellen-Auslegung um kein Turbofan-Triebwerk mit Mantelstrom, sondern um einen reinen Einstrom-Turbojet. Die Entwicklung begann Ende der 1940er-Jahre. Das erste Versuchstriebwerk (BOI.1) mit einem Schub von 40,67 kN lief erstmals am 6. Mai 1950 auf dem Prüfstand.

## Ausführungen
Das BOI.2 war eine nicht bis zur Fertigung gekommene Weiterentwicklung mit einem erwarteten Schub von 43,39 kN. Stattdessen lief im November 1950 das aus dem BOI.1 entwickelte BOI.1/2 erstmals. Daraus wurde das BOI.1/2A abgeleitet, das in Lizenz bei Wright als J67 mit einem Schub von 43,39 kN gefertigt wurde. Das Verdichtungsverhältnis dieser Version betrug 9:1 bei einem Luftdurchsatz von 75 kg/s.
Das BOI.1/2B war die erste Ausführung, die in England im Fluge erprobt wurde. Am 5. August 1952 startete eine English Electric Canberra B.2, bei der ein solches Triebwerk eingebaut war. Für diese Erprobung wurde der Schub auf 35,6 kN begrenzt. Diese Ausführung erhielt die Bezeichnung Mk. 99. Mit geringen Änderungen und einem Schub von 41,16 kN wurden vier dieser Triebwerke (Bezeichnung: Mk. 100) im zweiten Prototyp der Avro Vulcan verwendet, der im September 1953 erstmals flog.
Die Version BOI.1/2C, auch mit Mk. 101 bezeichnet, war die erste Version, die dann in Großserie gefertigt wurde. Der erste Versuchsflug damit fand im Juni 1954 statt – ebenfalls in einer English Electric Canberra. Der Abnahmelauf im Dezember 1954 ergab 48,9 kN Schub. Gegenüber dem BOI.1/2B war das Turbinengehäuse vergrößert worden.
Am 14. Dezember 1954 lief auch erstmals das wesentlich leistungsgesteigerte Triebwerk BOI.6, das zum Ausgangspunkt für die Mk.-200-Ausführungen des Olympus wurde. Das Triebwerk lieferte bereits einen Schub von 71,22 kN. Der Niederdruckverdichter hatte fünf, der Hochdruckverdichter sieben Stufen. Daraus wurde das BOI.7 abgeleitet (Mk. 201), das ab Juli 1960 in der Avro Vulcan B Mk. 2 Verwendung fand. Die Zulassung erfolgte 1958 mit einem Schub von 75,63 kN.

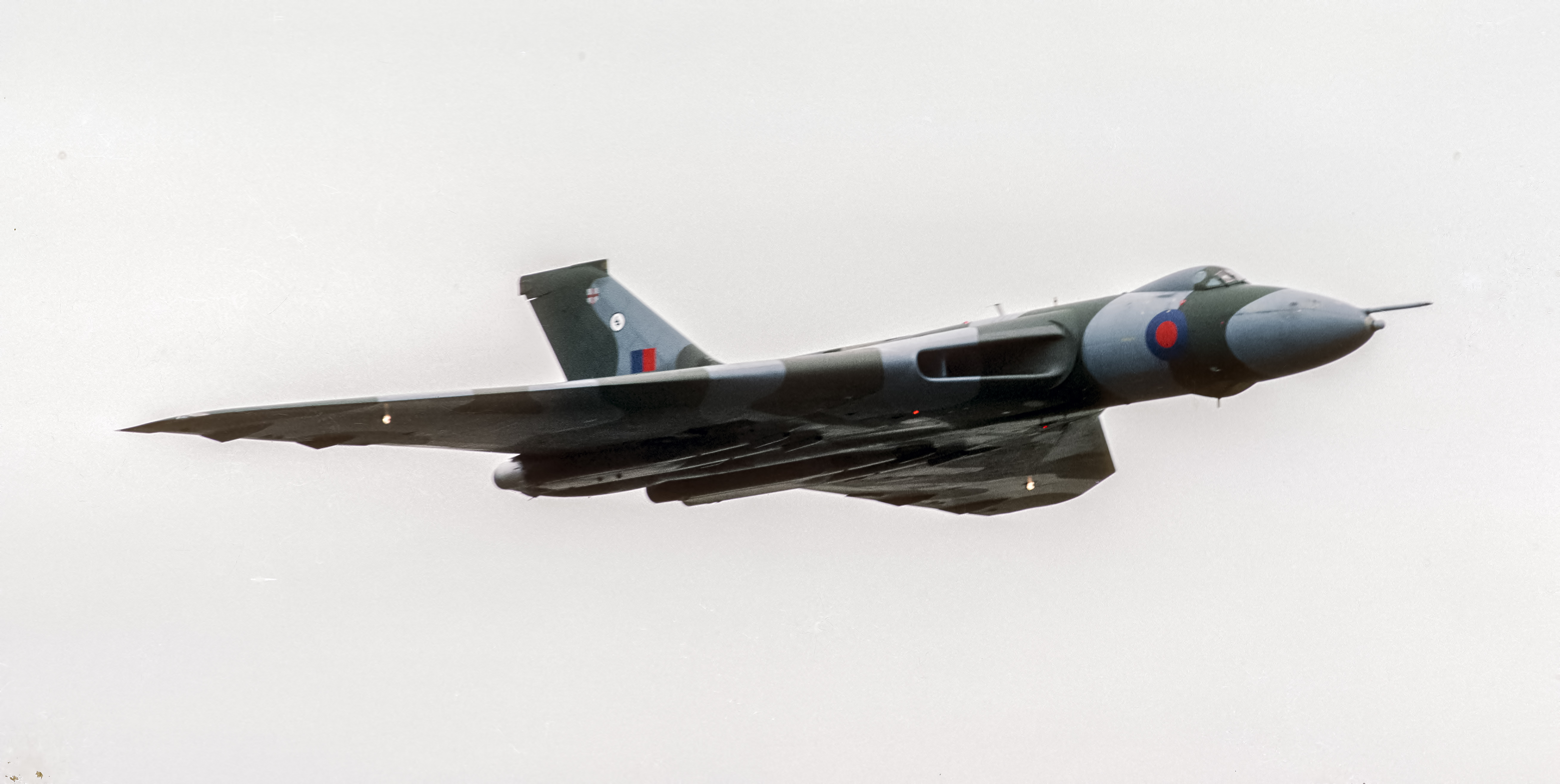
Avro Vulcan, für die das Olympus-Triebwerk ursprünglich entwickelt wurde

Das BOI.11 (Mk. 102) basierte auf der BOI.1/2 und hatte einen Schub von 53,40 kN. Im August 1955 gelang einer mit zwei dieser Turbinen ausgerüsteten Canberra ein neuer Höhenweltrekord von 20.092 m. Das Triebwerk wurde für die Avro Vulcan in Serie produziert. Durch Hinzufügen einer weiteren Verdichterstufe vor dem Niederdruckverdichter entstand die Version BOI.12 (Mk. 104), die einen Schub von 60,09 kN entwickelte. Sie wurde in der Avro Vulcan B Mk.1 verwendet. Bei den bisher ausgelieferten Triebwerken der Reihe Mk. 102 konnte während späterer Überholungen diese zusätzliche Verdichterstufe nachgerüstet werden.
In ähnlicher Weise wurde das BOI.21 (Mk. 301) aus dem BOI.7 entwickelt. Auch hier wurde eine zusätzliche Niederdruckverdichterstufe verbaut. Das Triebwerk absolvierte Anfang 1962 einen 150-Stunden-Testlauf und wurde für einen Schub von 89 kN zugelassen. Es war ab Mai 1963 im Einsatz in der Avro Vulcan B Mk. 2.
1969 befand sich kein Triebwerk der Serie Mk. 10X mehr im Dienstbetrieb.
Für das Flugzeug BAC TSR.2 wurde bis zur Einstellung dieses Projektes an der Version BOI.22R (Mk. 320) gearbeitet, das einen Schub mit Nachbrenner von 136,7 kN abgeben sollte.

## Olympus 593
Zusammen mit der SNECMA wurde das Olympus 593 für die Concorde entwickelt. SNECMA übernahm dabei 40 % der Arbeiten und entwickelte Schubdüse, Schubumkehrvorrichtung, Schalldämpfer und Nachbrenner, während Bristol Engine Division von Rolls-Royce für das Rumpftriebwerk zuständig war. Die ersten Versuchtriebwerke mit der Bezeichnung 593D kamen Mitte 1964 auf den Prüfstand. Erst im November 1965 liefen die für den Prototyp der Concorde vorgesehenen Triebwerke auf dem Boden. Für die Erprobung in der Luft wurde eine Avro Vulcan mit einer halben Concorde-Triebwerksverkleidung unter dem Rumpf ausgerüstet.
Die ersten Triebwerke für die Concorde sollten den Produktionscode Mk. 601 erhalten. Weiterentwicklungen zum Mk. 611 mit höheren Drehzahlen und zum Mk. 621 mit einer geänderten effizienteren Brennkammer befanden sich 1970 in der Entwicklung. Aufgrund weiterer Detailverbesserungen kam jedoch ausschließlich die Ausführung Mk. 610 in der Concorde zum Einsatz. Die Zulassung für die zivile Luftfahrt wurde im September 1975 erteilt. Der Schub mit Nachbrenner betrug 169,2 kN. Aufgrund der Entwicklung des zivilen Luftfahrzeugmarktes als Folge der Ölkrise wurde die weitere Entwicklung eingestellt.

### Ausführung (Olympus 593 Mk. 610)

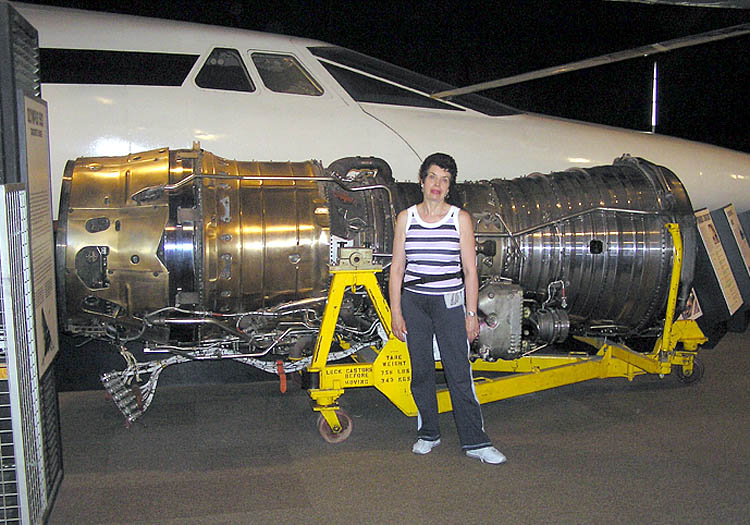
Olympus 593 Mk. 610

Das Einlassgehäuse war aus Titan gefertigt. Das vordere Lager des Niederdruckverdichters befand sich in einem Gehäuse, das mit fünf Armen am Einlassgehäuse befestigt war. Auch der siebenstufige Verdichter selbst wurde komplett aus Titan gefertigt. Sein einteiliges Gehäuse bestand aus geschmiedetem rostfreiem Stahl. Die Endbearbeitung erfolgte elektrochemisch. Der Hochdruckverdichter hatte ebenfalls sieben Stufen, von denen die ersten drei aus Titan und die restlichen vier aus einer hitzebeständigen Legierung gefertigt waren. Sein Gehäuse war ebenfalls einteilig ausgeführt.
Hinter dem Verdichter befand sich ein Zwischengehäuse, das die Lager für den Verdichter aufnahm. Auf diesem Zwischengehäuse waren rechts und links zwei Hilfsgetriebe angebracht. Die benötigte Leistung wurde dabei von der Welle des Hochdruckteiles abgenommen. Das linke Getriebe trieb die Öl- und Kraftstoffpumpen an, das rechte Getriebe die Hydraulikpumpe und einen Generator. Das Öl wurde in einem geschlossenen Druckölkreis geführt. Dazu dienten im Triebwerk verschiedene Rückförderpumpen. Gekühlt wurde das Öl in einem Öl-Kraftstoff-Wärmetauscher. Die mechanisch angetriebene Kraftstoffpumpe versorgte nicht nur das Triebwerk, sondern auch den Nachbrenner. Für Start und Steigflug war eine zweite von einer Luftturbine angetriebene Kraftstoffpumpe vorhanden, um den dann gesteigerten Kraftstoffbedarf zu decken. Angelassen wurde das Triebwerk ebenfalls durch eine Luftturbine, die den Hochdruckteil in Drehung versetzte.
Die einteilige selbsttragende Ringbrennkammer war aus einer hochwarmfesten Nickellegierung hergestellt, die ebenfalls elektrochemisch bearbeitet war. In ihr befanden sich 16 Doppeleinspritzdüsen. Alle Anschlussflansche und Befestigungen waren im Stumpfschweißverfahren hergestellt. Zum Anlassen befand sich in der Brennkammer ein doppelt ausgeführtes Hochspannungs-Zündsystem.
Die Hochdruckturbine war einstufig ausgeführt. Die Schaufeln sowohl ihres Stators als auch des Rotors wurden – wie auch die der Niederdruckturbine – mit Luft gekühlt. Die Schubdüse war gerade ausgeführt und hatte ein Konvergent-/Divergent-Verstellsystem mit integrierter Schubumkehr. Der Nachbrenner wurde von einem einzelnen Einspritzring mit Kraftstoff versorgt. Als Kraftstoff war Jet A oder Jet A1 vorgesehen.
Die verwendete Triebwerksregelung von Lucas war das erste einsatzbereite FADEC der zivilen Luftfahrt.

### Technische Daten (Olympus 593 Mk. 610)
- Länge: 4039 mm, mit Düse: 7112 mm (280,0 in)
- Einlaufdurchmesser: 1212 mm
- Gewicht: 2971 kg (6,550 lb), mit Nachbrenner, Düse und Schubumkehr: 3175 kg
- Schub: trocken 139,4 kN, mit Nachbrenner: 169,2 kN
- Luftdurchsatz: 186 kg/s
- Verdichtungsverhältnis: 15,5:1

## Rolls-Royce Olympus als Schiffsantrieb

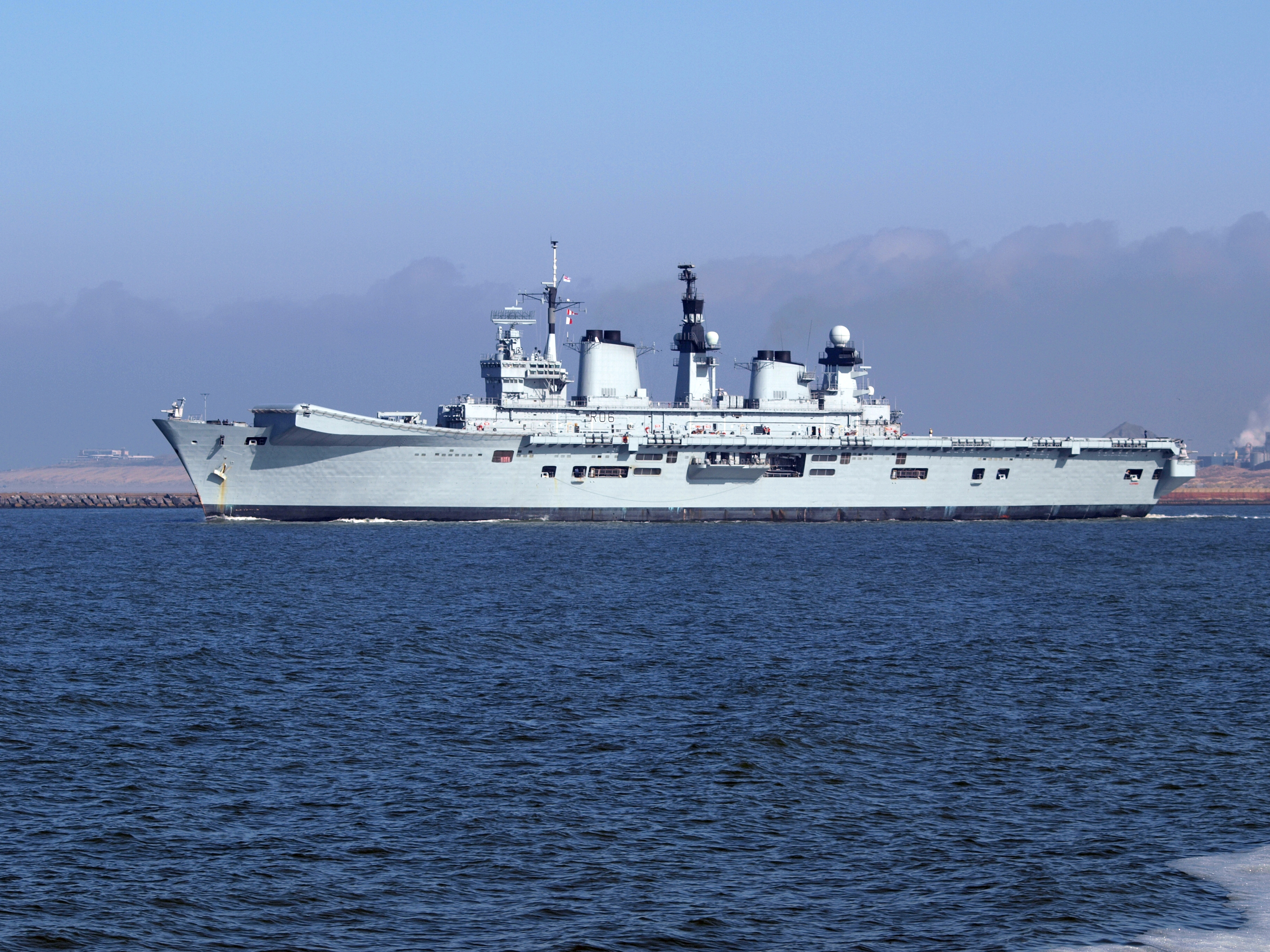
Die Flugzeugträger der Invincible-Klasse waren als Gasturbinenschiffe ebenfalls mit Rolls-Royce Olympus ausgerüstet

Von diesem Triebwerk wurde auch eine Version für den Einsatz auf Gasturbinenschiffen entwickelt. Zwischen 1966 und 1968 wurde auf Betreiben der Royal Navy die Fregatte HMS Exmouth als Versuchsträger auf Gasturbinenantrieb umgerüstet. Die Turbine bewährte sich für Turbinenschiffe und kam auch in den Fregatten der Amazon-Klasse, den Flugzeugträgern der Invincible-Klasse, den Zerstörern der Sheffield-Klasse und den Lenkwaffenfregatten der Broadsword-Klasse zum Einsatz.
Darüber hinaus wurde die Rolls-Royce Olympus-Turbine auch von den Seestreitkräften Frankreichs, Belgiens, der Niederlande und Finnlands verwendet. Die Wellenleistung betrug dabei bis zu 18.400 kW.